# Allison Schmitt
Allison Schmitt (ur. 7 czerwca 1990 w Pittsburgh) – amerykańska pływaczka specjalizująca się w stylu dowolnym, wielokrotna mistrzyni olimpijska i medalistka mistrzostw świata.

## Kariera pływacka
Swój pierwszy medal olimpijski, brąz, zdobyła na igrzyskach olimpijskich w Pekinie w 2008 roku w sztafecie 4 x 200 m stylem dowolnym.  Reprezentantki Stanów Zjednoczonych ustanowiły wtedy nowy rekord Ameryk (7:46,33 min).
Rok później, podczas mistrzostw świata w Rzymie została wicemistrzynią na dystansie 200 m stylem dowolnym i w sztafecie kraulowej 4 x 200 m.
Na mistrzostwach świata w 2011 roku zdobyła złoty medal w sztafecie 4 x 200 m stylem dowolnym. W konkurencji 200 m kraulem była szósta z czasem 1:56,98 min.
Największe sukcesy odniosła podczas igrzysk olimpijskich w Londynie, gdzie została mistrzynią olimpijską w trzech konkurencjach: 200 m stylem dowolnym oraz w sztafetach 4 x 200 m stylem dowolnym i 4 x 100 m stylem zmiennym. Na 200 m z czasem 1:53,61 ustanowiła nowy rekord olimpijski i rekord Ameryki. W sztafecie kraulowej 4 x 200 m Amerykanki uzyskały czas 7:42,92 min i poprawiły rekord igrzysk, a w sztafecie zmiennej 4 x 100 m pobiły rekord świata (3:52,05 min). Schmitt zdobyła także srebrny medal na dystansie 400 m stylem dowolnym i uzyskawszy czas 4:01,77 min poprawiła rekord kontynentu. Brąz wywalczyła w sztafecie kraulowej 4 x 100 m, w której reprezentantki USA pobiły rekord Ameryk (3:34,24 min)
Z mistrzostw świata na krótkim basenie, które w 2012 roku odbyły się w Stambule, wróciła z trzema złotymi medalami. Wywalczyła je na dystansie 200 m stylem dowolnym i w sztafetach 4 x 100 i 4 x 200 m stylem dowolnym.
W 2016 roku podczas igrzysk olimpijskich w Rio de Janeiro wywalczyła złoty medal w sztafecie 4 x 200 kraulem. Płynęła również w wyścigu eliminacyjnym sztafet 4 x 100 m stylem dowolnym i zdobyła srebrny medal po tym jak Amerykanki uplasowały się w finale na drugiej pozycji.

## Rekordy świata
| Data            | Miejsce | Konkurencja               | Rezultat    | Status           |
| --------------- | ------- | ------------------------- | ----------- | ---------------- |
| 4 sierpnia 2012 | Londyn  | 4 × 100 m stylem zmiennym | 3:52,05 min | do 30 lipca 2017 |